# Ушаков, Яков Афанасьевич
Я́ков Афана́сьевич Ушако́в (1841—1913) — член Государственного совета Российской империи, действительный статский советник.
Родился в богатой дворянской помещичьей семье в Ярославской губернии. В 1859 году окончил 1-й кадетский корпус в Санкт-Петербурге в звании прапорщика и был зачислен в лейб-гвардии Семёновский полк. В 1859 по 1861 год Ушаков учился в Михайловской артиллерийской академии, после этого был откомандирован в 16-й стрелковый батальон. С 1861 по 1862 год Яков Афанасьевич учился в Николаевской инженерной академии. В начале июня 1862 года Ушакова арестовали в Санкт-Петербурге в связи с делом о воскресных школах, в которых он был преподавателем. 5 июня 1862 года он был заключен в каземат Невской куртины Петропавловской крепости. В феврале 1863 года Яков Афанасьевич Ушаков был приговорен военным судом к смертной казни через расстрел «за распространение вредных идей между фабричными работниками… с целью возбуждения против правительства»; высочайшим повелением казнь была заменена лишением всех прав и осуждением на каторжную работу на 4 года. 16 марта 1863 года Ушаков из Петропаловской крепости был направлен в ордонансгауз, и в августе был доставлен в Иркутск. Свой срок Яков Афанасьевич отбывал на заводах Иркутской губернии, с 13 августа 1863 года работал на Усть-Кутском солеваренном заводе, затем на Иркутском солеваренном заводе, с 1865 года — на Александровском винокуренном заводе. В августе 1865 года, по ходатайству матери, он был возвращён в Ярославскую губернию под надзор полиции, властями ему было разрешено жить в имении матери — в сельце Чистополье Даниловского уезда. 17 мая 1871 года Ушакову были возвращены права дворянства. В 1873 году он был освобождён от надзора полиции. В 1876 году Ушаков получил разрешение поступить на гражданскую службу в качестве исполняющего должность секретаря Статистического комитета Ярославской казенной палаты, на которой он прослужил до 1883 года. В 1878 году ему было разрешено жить в Москве и Санкт-Петербурге и поступить на общественную службу по выборам. С 1883 по 1884 год Ушаков — участковый мировой судья. В 1883 году он был избран председателем Даниловского уездного съезда мировых судей. Ушаков — почётный мировой судья Даниловского уезда в 1884—1890 годах и Мышкинского уезда в 1887—1898 годах. Был депутатом уездного дворянского собрания (4 трехлетия). С 1886 года он непременный член Мышкинского уездного, а в 1889—1895 годах Ярославского губернского по крестьянским делам присутствий. В 1887—1898 годах Ушаков — депутат от дворянства Мышкинского уезда. В 1888 году он — директор Мышкинского тюремного отделения. С 1893 года Ушаков — член учётного комитета Ярославского отделения Государственного банка. Гласный Даниловского уездного и Ярославского губернского земских собраний. В 1895—1906 годах Ушаков — земский начальник 1-го участка Даниловского уезда. В 1906 году постановлением главного управляющего казенной палаты, старший бухгалтер Угличского казначейства, коллежский асессор Ушаков перемещен на место старшего бухгалтера Любимского казначейства. Даниловский уездный предводитель дворянства в 1910—1912 годах. 8 апреля 1906 года был избран членом Государственного совета Российской империи от дворянских обществ. Входил в правую группу. В 1906 и в 1907 годах Ушаков был членом постоянной Комиссии личного состава и внутреннего распорядка. Член особых комиссий по законопроектам: «Об изменении и дополнении некоторых постановлений, касающихся крестьянского землевладения» в 1909 году, «О новой организации попечительств о народной трезвости» в 1909 году, «О преобразовании местного суда» в 1910 году, «О землеустройстве» в 1910 году, «Об издании Общего устава рыболовства» в 1912 году. Ушаков выступал за сохранение крестьянской общины, считая её основой порядка и справедливости, выступал против указа 9 ноября 1906 года «О дополнении некоторых постановлений действующего закона, касающихся крестьянского землевладения и землепользования», провозглашающий право крестьян на закрепление в собственность их надельных земель; который, по его мнению, разрушал общину, потрясал основы народного быта, разорял народ, утверждал несправедливость, порождал обиду, вражду в семьях, увеличивал число преступлений, ибо идея хутора есть идея обособленности, здесь господствует принцип «человек человеку волк». В 1912 года он выбыл из состава Государственного совета по жребию.
Был членом Русского собрания, уполномоченным Ярославского дворянства на съездах Объединённого дворянства, членом комиссии Постоянного совета этих съездов; с 1911 года — действительный статский советник. Был крупным землевладельцем: приобретенное имение — 305 десятин в Ярославской и 265 десятин в Тверской губерниях. Был женат, жена — Мария Ивановна фон Вилькен (в замужестве — Ушакова; 1847—1908), автор мемуаров о поэте Н. А. Некрасове, владела родовым имением 460 десятин в Ярославской губернии. Имел троих детей. В 1899 году был награждён орденом Святого Владимира.
Ушаков жил в селе Успенское-Озерки Даниловского уезда — в усадьбе родового имения своей жены Марии Ивановны, с которой он познакомился в конце 1860-х годов, при нём в селе были построены маслобойка и новая водяная мельница. Значительные вложения производились и в обустройство Успенской церкви села, в 1893 году Яков Афанасьевич и Мария Ивановна получили архипастырское благословение Ярославского владыки за пожертвования в пользу Успенского храма села. В этом селе умерли его жена — 10 октября (23 октября) 1908 года; позднее, 26 декабря 1912 года (8 января 1913 года) — Яков Афанасьевич. Оба они были похоронены на сельском кладбище.
Сын Якова Афанасьевича — Ушаков Николай Яковлевич, капитан артиллерийской бригады; его сын и внук Якова Афанасьевича — Николай Николаевич Ушаков, русский советский поэт, писатель и переводчик; Николай Николаевич после смерти матери, с 4 лет, жил в усадьбе Успенское-Озерки вместе с дедушкой и бабушкой до 1908 года.

## Сочинения
- Раскопки курганов в Угличском уезде, произведенные в 1878 году Я. А. Ушаковым. — Москва : тип. М. Н. Лаврова и К⁰, 1878. — 7 с. ;
- Обозрение Выставки местных произведений Ярославской губернии, состоявшейся в Рыбинске 7-го августа 1878 года. — Ярославль : тип. Губ. зем. управы, 1879. — [2], 50 с., 1 л. ил. ;